# 特氏妊麗魚
特氏妊麗魚，為輻鰭魚綱鱸形目隆頭魚亞目慈鯛科的其中一種，被IUCN列為易危保育類動物，分布於非洲Chilwa及Chiuta湖流域，體長可達9公分，棲息在中底層水域，生活習性不明。